# Kornel Ujejski
Kornel Ujejski, cunoscut și sub pseudonimul Cornelius Ujejski, (n. 12 septembrie 1823, Beremiany, Podolia - d. 19 septembrie 1897, lângă Liov) a fost un poet și scriitor politic polonez, aparținător al perioadei literare romantice. 
El a fost numit "ultimul dintre cei mai mari poeți ai romanticismului".
Ujejski a fost implicat în lupta polonezilor pentru independență după ce Polonia a fost împărțită și ștearsă de pe harta Europei de către țările vecine (Imperiul Rus, Prusia și Imperiul Austriac). În 1846, la instigarea guvernului austriac în cursul Răscoalei de la Cracovia, țăranii galițieni au masacrat câteva mii de nobili. Ujejski a dat glas apoi sentimentului universal de indignare în poemul său Choral, care a devenit unul dintre cele mai cunoscute cântece patriotice poloneze ale acelei perioade.

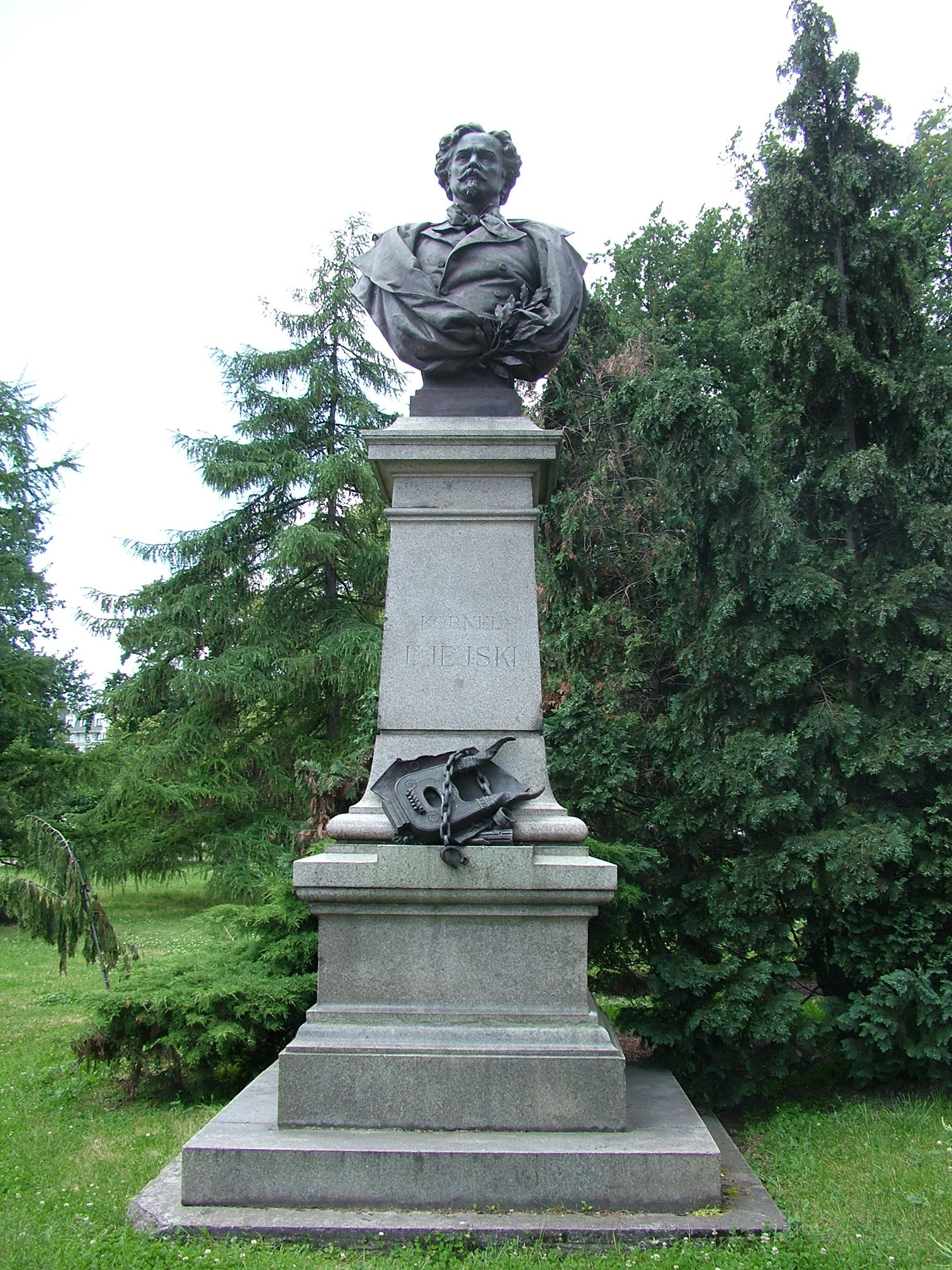
Kornel Ujejski - monument în Szczecin (Polonia) mutat de la Liov în 1946

Situația politică din Polonia împărțită a fost reflectată în poemele și scrierile sale politice. Scrierile sale au transmis un mesaj patriotic și istoric și care a avut menirea de a sprijini poporul polonez în lupta lui pentru independență.

## Opera
- Maraton (Marathon, 1845)
- Pieśni Salomona (Cântecele lui Solomon, 1846)
- Skargi Jeremiego (Plângerile lui Ieremia, 1847)
- Do Moskali (Către moscoviți, 1862)
- Tłumaczenia Szopena (Traducerile lui Chopin, 1866)